# Centreville (Illinois)
Pour les articles homonymes, voir Centreville.
Centreville est une ville de l'Illinois, dans le comté de Saint Clair aux États-Unis.